# Astragalus townsendii
Astragalus townsendii är en ärtväxtart som beskrevs av Zarre, Maassoumi och Dieter Podlech. Astragalus townsendii ingår i släktet vedlar, och familjen ärtväxter. Inga underarter finns listade i Catalogue of Life.